# Jakow Nikułkin
Jakow Prokopjewicz Nikułkin (ros. Яков Прокопьевич Никулкин, ur. 16 kwietnia?/29 kwietnia 1913 we wsi Podbużje w guberni kałuskiej, zm. 3 grudnia 1983 w Mińsku) – funkcjonariusz radzieckich służb specjalnych, generał porucznik, szef KGB Białoruskiej SRR (1970–1980).

## Życiorys
Rosjanin, w latach 1930–1931 uczył się w technikum pedagogicznym w Żyzdrze, 1931–1934 w technikum kolejowym w Briańsku, pracował jako technik w projektowym biurze kolejowym. Od marca 1940 funkcjonariusz NKWD, pracownik wydziału transportu drogowego NKWD Kolei Dalekowschodniej, od 1941 pracownik Zarządu NKGB Kraju Chabarowskiego, od sierpnia 1941 zastępca szefa oddziału Wydziału Transportu NKWD Kolei Dalekowschidniej, w październiku 1941 przyjęty do WKP(b). Od 10 kwietnia 1942 młodszy porucznik bezpieczeństwa państwowego, od maja 1943 ponownie szef oddziału Wydziału Transportowego NKWD Kolei Dalekowschodniej, od sierpnia 1945 szef oddziału Wydziału Transportu NKGB/MGB stacji Grodno Kolei Białostockiej. Od września do grudnia 1946 zastępca szefa Wydziału Transportu MGB Kolei Białostockiej, od grudnia 1946 do grudnia 1950 zastępca szefa Wydziału Transportu/Zarządu Ochrony MGB Kolei Brzeskiej, następnie zastępca szefa Zarządu Ochrony MGB Kolei Oktiabrskiej i zastępca szefa Zarządu Ochrony MGB Kolei Leningradzkiej. Od 8 października 1952 do marca 1953 szef Zarządu Ochrony MGB Kolei Tomskiej, od marca 1953 do 6 kwietnia 1954 szef Wydziału Transportu Drogowego MWD Kolei Tomskiej w stopniu podpułkownika, od 6 kwietnia do 5 czerwca 1954 szef Zarządu KGB Kolei Tomskiej, od 5 czerwca 1954 do 9 sierpnia 1955 zastępca szefa Zarządu 6 KGB ZSRR, pułkownik. Od 9 sierpnia 1955 do sierpnia 1959 szef Zarządu KGB Kolei Moskiewsko-Kursko-Donbaskiej, od 18 lutego 1958 generał major, od sierpnia 1959 do lutego 1960 szef Zarządu KGB Kolei Moskiewskiej, od 5 marca 1960 do stycznia 1962 przewodniczący KGB Baszkirskiej ASRR, od stycznia 1962 do maja 1968 starszy konsultant KGB przy Ministerstwie Bezpieczeństwa Publicznego Mongolskiej Republiki Ludowej, od lutego 1969 do 23 czerwca 1970 zastępca szefa Zarządu KGB Moskwy i obwodu moskiewskiego. Od 23 czerwca 1970 do 4 sierpnia 1980 przewodniczący KGB Białoruskiej SRR, od 14 grudnia 1970 generał porucznik, od listopada 1980 na emeryturze. Deputowany do Rady Najwyższej ZSRR 9 i 10 kadencji.

## Odznaczenia
- Order Lenina (13 grudnia 1977)
- Order Czerwonego Sztandaru (31 sierpnia 1971)
- Order Czerwonej Gwiazdy (dwukrotnie - 17 grudnia 1965 i 8 października 1980)
- Odznaka "Honorowy Funkcjonariusz Bezpieczeństwa Państwowego" (18 grudnia 1957)
- Order Za Zasługi Bojowe (Mongolia)
- Krzyż Oficerski Orderu Odrodzenia Polski (Polska)

I 12 medali ZSRR i 6 medali mongolskich.